# Исмаилов, Бахтияр Рашидович
Бахтияр Рашидович Исмаилов (род. 13 января 1953, Сайрам, Казахская ССР, СССР) — казахский учёный, доктор технических наук (2002), профессор (2003).

## Биография
Родился 13 января 1953 года в Сайраме.
В 1975 году окончил Ташкентский госуниверситет им. Ленина по специальности «Вычислительная математика». В 1988 году первым из жителей Казахстана защитил кандидатскую диссертацию в Научно-исследовательском институте им. Л. Я. Карпова (Москва). В 2002 году защитил диссертацию на соискание ученой степени доктора наук. В 2003 году Высшим Аттестационным Комитетом Республики Казахстан ему присвоено ученое звание профессора.
С 2005 году — академик Международной академии информатизации.

## Научная деятельность
Основная научная деятельность Исмаилова специализируется на физическом и математическом моделировании взаимодействия фаз в контактных устройствах, применяемых в тепло- и массообменных аппаратах. Им была разработана математическая модель, описывающая взаимодействие газа и жидкости в таких устройствах. Он доказал существование стабилизированного участка течения как при ламинарных, так и при турбулентных режимах. Полученные теоретические и практические результаты используются для расчёта характеристик потоков как в ограниченных системах, так и в атмосфере.
Активно принимает участие в научной и экспертной деятельности: входит в состав диссертационного совета, редколлегий зарубежных научных журналов, участвует в международных конференциях, включая ICAAM-2014. Его методики расчёта распространения газовых примесей в атмосфере и логистические подходы к промышленной безопасности были внедрены в работу структур МЧС Республики Казахстан.
Научное наследие включает около 170 публикаций, 3 монографии, 8 патентов и свидетельств на интеллектуальную собственность. Под его руководством защищены 1 кандидатская, 1 докторская и 4 магистерские диссертации.

## Работы
- A Mathematical Model of the Turbulent Atmosphere Diffusion Considering the Impurities Activity. 3rd International Conference on Mathematical models for engineering science (MMES’12), Paris, France, December. 2012.
- An approximate solution of the gas flow equation over multistage heat and mass transfer channels. 6th International Conferernce «Inverse Problems:Modeling and Simulation» held on 2012, Antalya, Turkey. Ismir University-2012.
- A Mathematical Model of the Gas Impurity Turbulent Diffusion in the Free Atmosphere with the Side Effects. 2nd WSEAS International Сonference on Applied and Computational Mathematics., Athens, Greece. 2013.
- Mathematical Modeling of Heavy Gas in the Atmosphere with the Concentration Inhomogenelte. The Algerian -Turkish International Days on Mathematics. Fatih University. 2013.
- Чрезвычайные ситуации техногенного характера: Разработка математических моделей и программ прогнозирования последствий. Монография. LAP LAMBERT Academic Publishing. AV Academikerverlag Gmbh und Co.KG. Saarbrucken. 2013.
- Mathematical Modeling and Calculation of Dinamic Characteristcs of Gas in multistage Channals. International Conferernce on Applied Analysis and Mathematical Modeling (ICAAM 2013). — Istambul. — 2013.
- Modeling Aggregation of Insoluble Phase in Reactors. Nanoscience Chemical Engineering Conferences in Melbourne. — Melbourne. — 2013.